# Y Doradus
Y Doradus är en pulserande variabel  av Delta Cephei-typ (DCEP) i stjärnbilden Svärdfisken. Den tillhör Stora magellanska molnet.
Stjärnan varierar mellan fotografisk magnitud +15,0 och 16,3 med en period av 6,54151 dygn.